# Sternbild

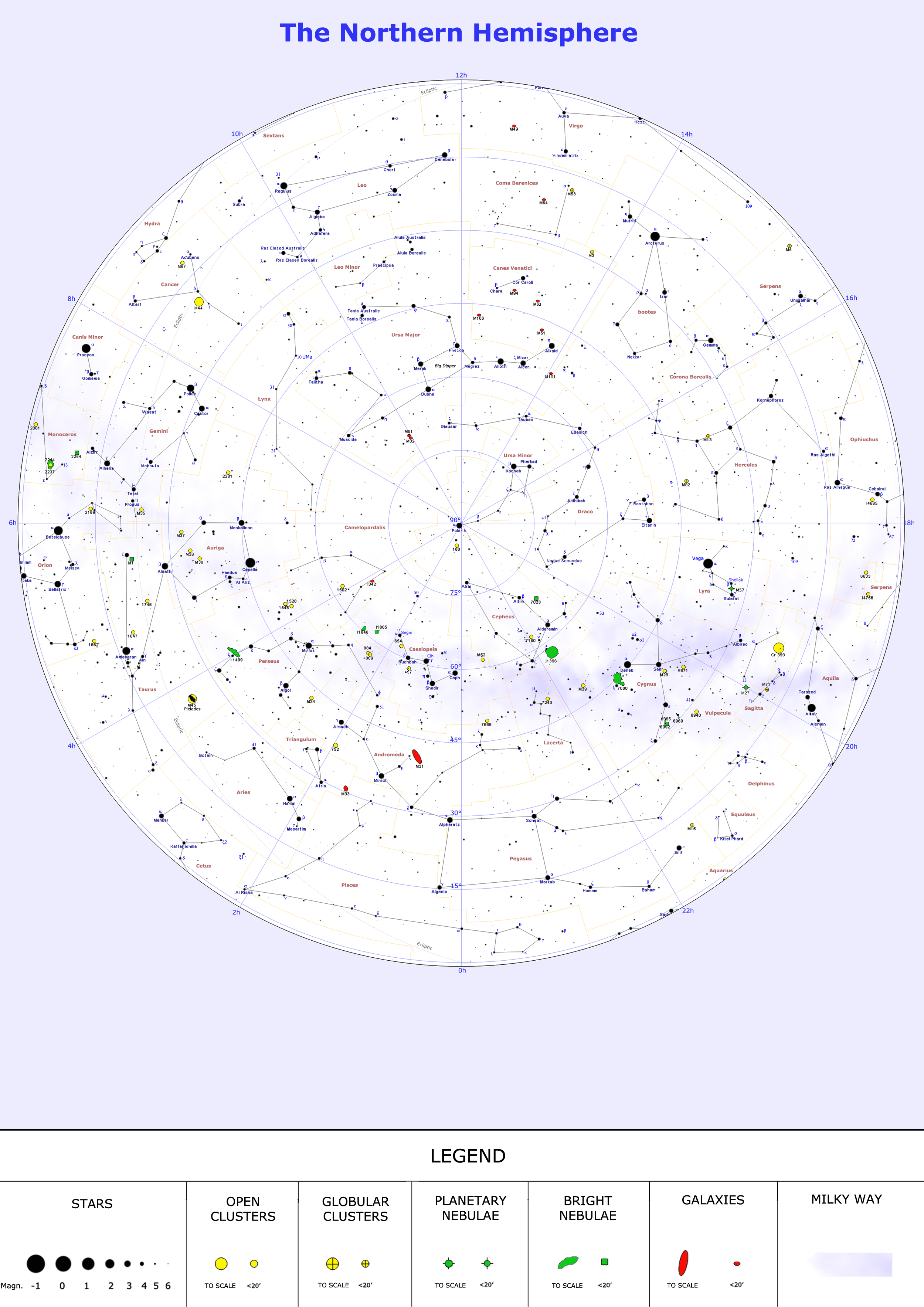
Darstellung der heutigen Sternbilder des Nordhimmels

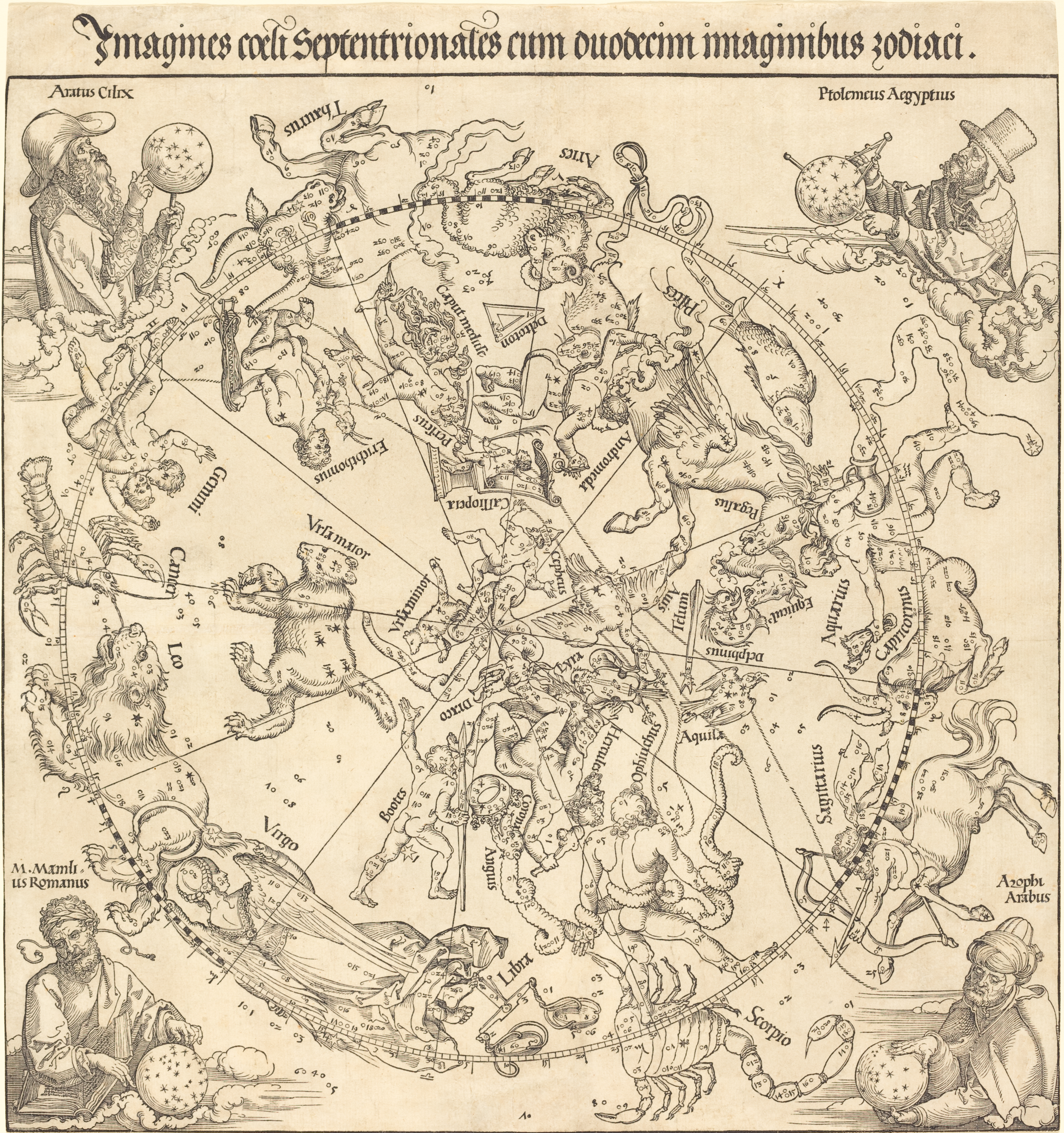
Sternbilder des Nordhimmels, 1515, Darstellung von Albrecht Dürer

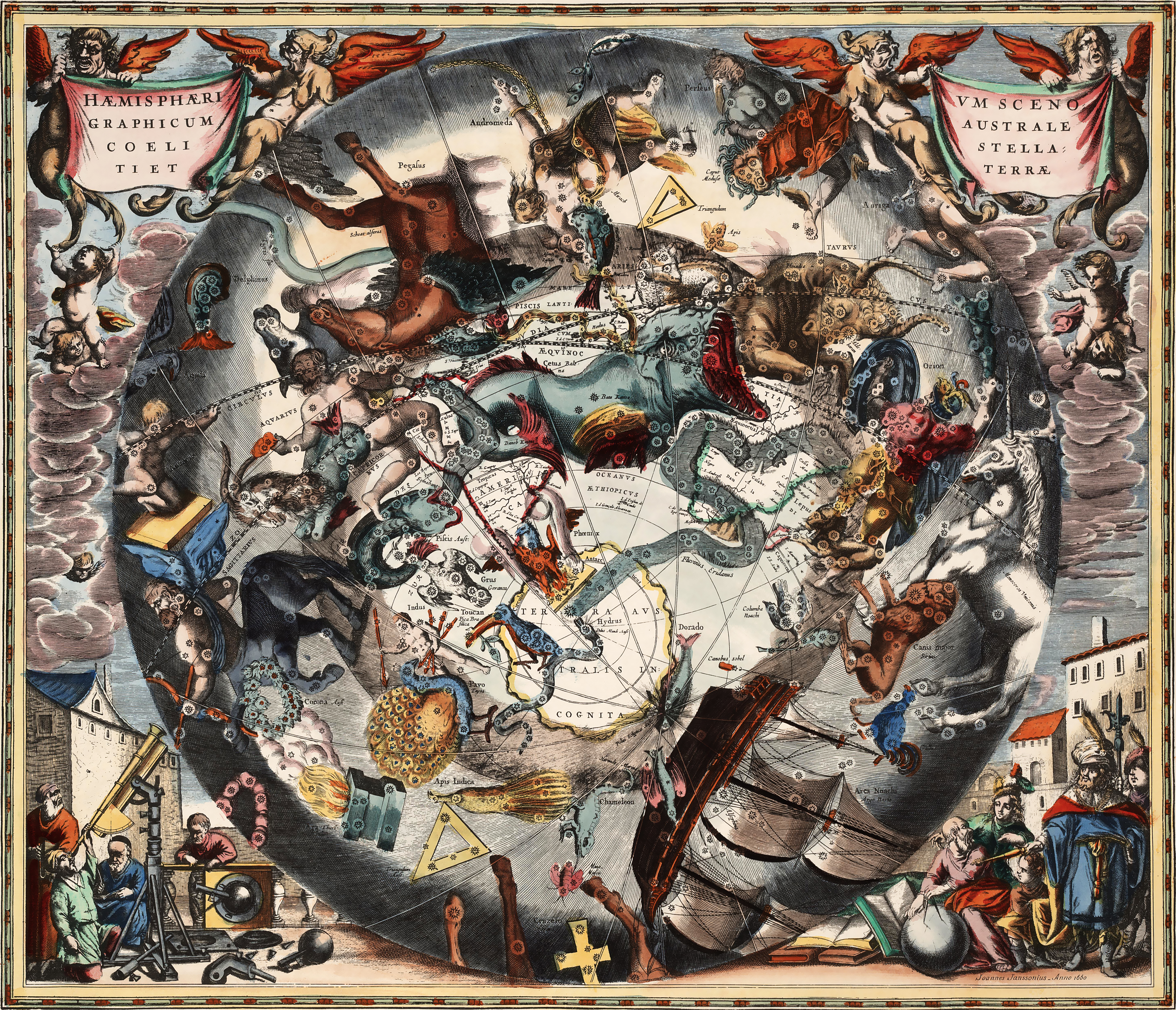
Sternbilder des Südhimmels, 1661, Darstellung von Andreas Cellarius

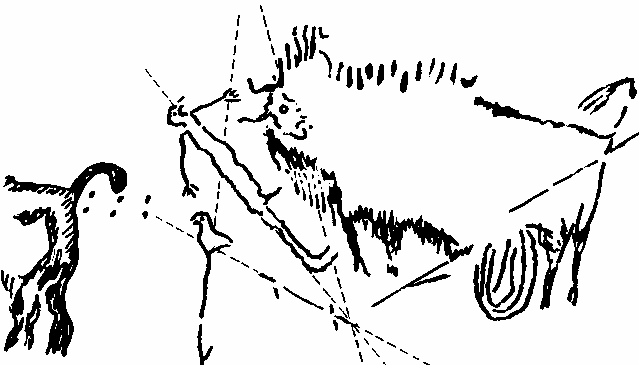
Deutung steinzeitlicher Malerei in der Höhle von Lascaux als Bezug auf Gestirne im Sommerdreieck

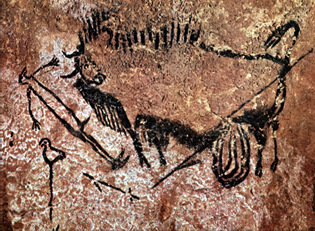
Wiedergabe der zugrunde liegenden szenenartigen Darstellung

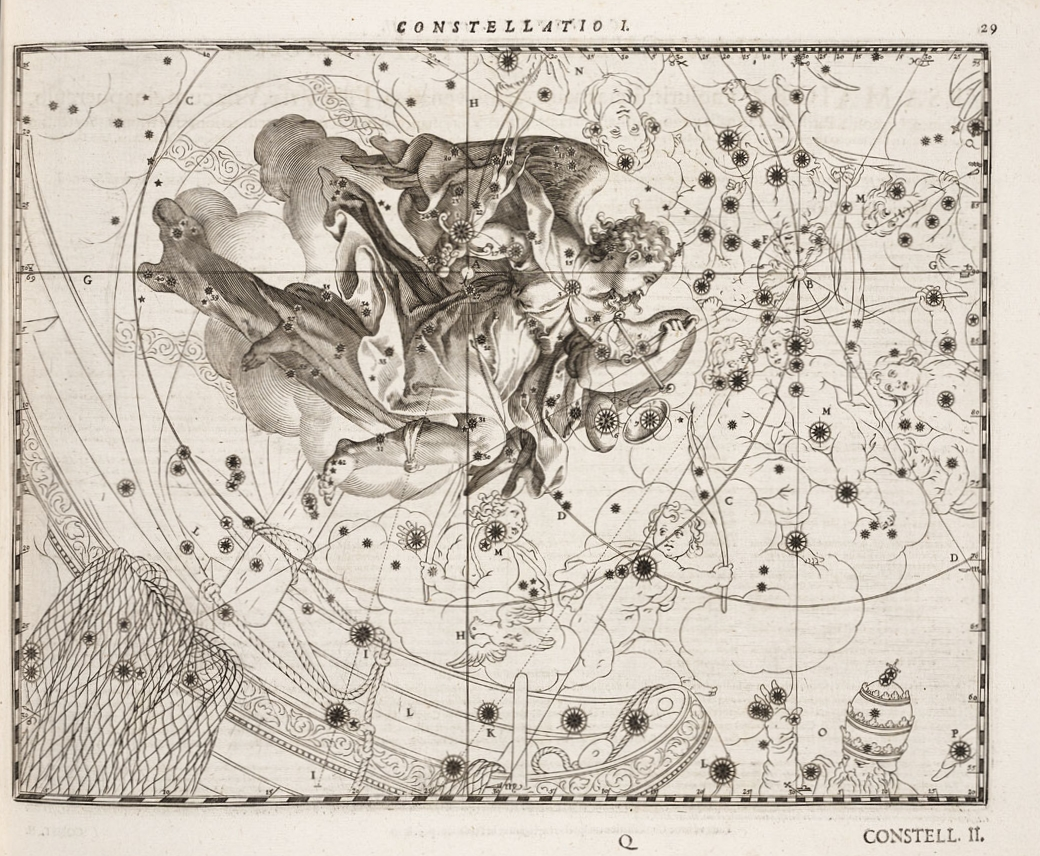
Das Sternbild „Erzengel Michael“ ist in Julius Schillers Sternatlas Coelum Stellatum Christianum zu finden

Ein Sternbild ist nach der landläufigen Definition eine Gruppe von freiäugig sichtbaren Sternen, in der Mustererkennung dem Menschen eine Figur suggeriert. Für den Anblick des Himmels von der Erde aus wurden so in der sphärischen Astronomie Anfang des 20. Jahrhunderts mit internationaler Übereinkunft die Grenzen von 88 Sternbildern festgelegt, mit denen die Fläche der Himmelskugel restlos aufgeteilt ist, um die Bezeichnungen von Himmelskörpern zu erleichtern.
Die moderne Definition ist gemäß der Internationalen Astronomischen Union eine genau und nach Koordinaten abgegrenzte Fläche am Himmel.
Die Namen dieser Flächen fußen in alten Kulturen des Nahen Ostens, Nordost-Afrikas und wahrscheinlich einiger südosteuropäischer Kulturen – konkret: altes Mesopotamien, altes Ägypten (das den heutigen Sudan, Libyen u. a. einschloss), altes Griechenland, das von Makedonien nach Armenien und Georgien, über Türkei, Syrien, Libanon, Israel bis Babylon reichte und zeitweise auch Persien (heutigen Iran) einschloss.

## Funktionen und Ursprung
Sternbilder waren in vielen Kulturen vor allem ein wichtiges Mittel zur Orientierung in Zeit und Raum. Die Ursprünge ihrer Namen liegen normalerweise in der Zeitrechnung und im kulturellen Kalender. Auch für weite Reisen an Land und auf See bzw. durch Wüsten und Gewässer sind Sternbilder zur Orientierung im Raum von Bedeutung. Heute dienen sie klar definiert der Kartierung des Himmels wie der örtlichen Zuordnung von Objekten. Die Internationale Astronomische Union (IAU) hat die Sternbildgrenzen nach Himmelskoordinaten festgelegt und verwendet sie u. a. zur Ortsangabe der Sterne und transienter Himmelsobjekte wie Meteore oder Novae.
Sterne und Sternbilder haben in vielen Kulturen auch Bezüge zum Toten-, Seelen- und Geburtskult. Überall auf der Welt gab es Vorstellungen, dass bei der Geburt eines Menschen seine Seele von „da oben“ auf die Erde kommt und/oder dass beim Versterben die Seele aufsteigt. Die Milchstraße sowie bestimmte Sterngruppen, Asterismen und Sternbilder wurden mit Symboliken verknüpft. Diese alten spirituellen Vorstellungen ebneten den Astrologien den Weg.
Die Sterne innerhalb von Sternbildern haben von der Erde aus betrachtet untereinander relativ geringe Winkelabstände und liegen daher im Sinne der Himmelskoordinaten der Astronomie relativ nahe beieinander. Diese Nachbarschaft ist jedoch meist nur eine scheinbare. Durch Messung ihrer Parallaxe lässt sich für einzelne Sterne die Entfernung vom Sonnensystem bestimmen, sie kann bei den Sternen eines Sternbildes um ein Vielfaches differieren (siehe etwa Sternliste des Orion). So können Sterne zu anderen Sternen desselben Sternbildes einen größeren Abstand haben als den zur Sonne. Andererseits können zwei Sterne verschiedener Sternbilder tatsächlich in kleinerer Distanz zueinander stehen als scheinbar eng benachbarte Sterne des gleichen Sternbildes.

## Begriffsabgrenzung zu Asterismus

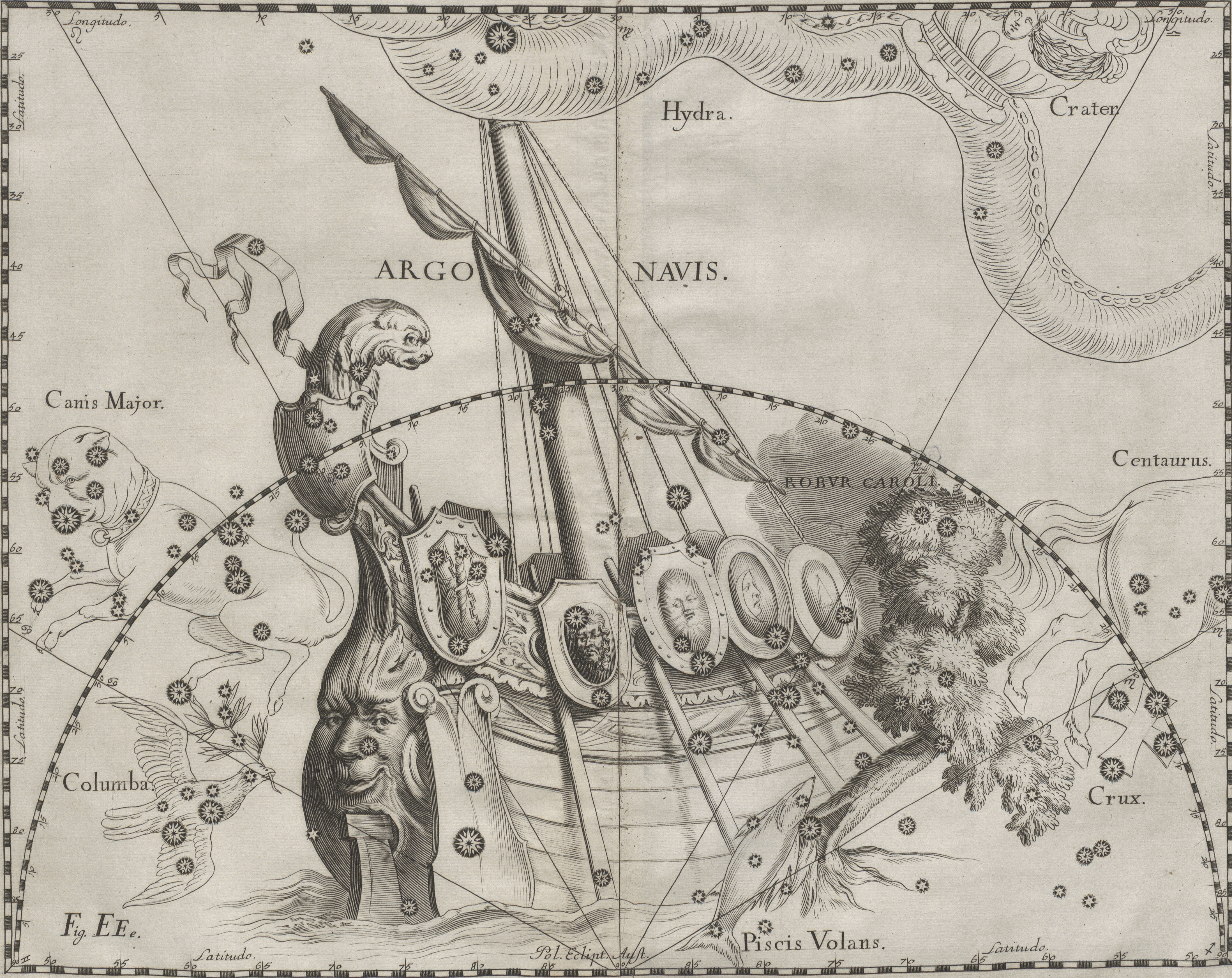
Schiff Argo – ein historisches Sternbild des Südhimmels – heute in drei kleinere Sternbilder geteilt

Der Asterismus Großer Wagen im Sternbild Großer Bär (Ursa Major „größere Bärin“) heißt im US-Englischen Big Dipper („Große Kelle“)

Mit dem Wort Asterismus (von lateinisch astrum aus griechisch ἄστρον astron „Gestirn“) werden in der Astronomie Gruppen von (häufig hellen) Sternen bezeichnet. Sie können als enge Formation von Sternen einprägsam sein oder mit gedachten Verbindungslinien zu Sternzügen verknüpft werden.
So werden als Asterismus meist allgemein bekannte einfache Muster am Sternenhimmel – etwa der Sternhaufen der Plejaden oder Orientierungshilfen wie der „Große Wagen“ oder das Sommerdreieck – bezeichnet, die kein Sternbild sind. Der Begriff des Asterismus umfasst als Sammelbegriff auch manche überholten Sternbilder der Astronomiegeschichte sowie Sternbilder anderer Kulturen als der europäischen. Dazu zählen beispielsweise chinesische Sternbilder, die heute zwar nicht professionell, aber in der Populärkultur gebräuchlich sind. Gelegentlich werden auch historische Sternbilder, die früher in Sternkarten verzeichnet waren, so z. B. das Sternbild „Schiff Argo“, als Asterismen bezeichnet; die IAU definiert dieses große Sternbild als Summe dreier anderer offizieller Sternbilder, für die sich Namen der Schiffsteile verwenden lassen.
Ein Asterismus kann Teil eines Sternbildes sein und aus auffälligen Sternen bestehen. Beispiele hierfür sind der Sternzug „Großer Wagen“ als Teil des Sternbilds Großer Bär oder die „Gürtelsterne“ des Orion. Ein Asterismus kann aber auch auffallende Sterne von verschiedenen Sternbildern einbeziehen, wie etwa das Sommerdreieck oder das Wintersechseck, deren Sterne sich über einen großen Teil des Himmels verteilen.
Der Ausdruck Asterismus wird daneben auch für kleinere und teils lichtschwache Sterngruppen verwendet, die Offenen Sternhaufen ähneln, bei denen die Sterne aber nicht physikalisch gebunden in Beziehung miteinander stehen, so beispielsweise die Sterngruppe von Messier 73. Auch auffallende Sternmuster, die erst mit einem Fernglas als solche erkennbar sind, wie beispielsweise der Kleiderbügel (Collinder 399), werden als Asterismen bezeichnet.

## Historische Entwicklung der Sternbilder
Mit freiem Auge, ohne Hilfsmittel, sind am Sternenhimmel bis auf einige wenige Ausnahmen – wie den Andromedanebel – nur Himmelskörper zu sehen, die unserer Galaxie, der Milchstraße, angehören. Alle dauerhaft mit bloßem Auge sichtbaren Sterne sind folglich Objekte der Milchstraße. Einzig Supernovae können hell genug sein, um temporär als extragalaktischer Stern mit freiem Auge gesehen zu werden. Ein Beispiel dafür ist die Supernova SN 1987A, die in der Großen Magellanschen Wolke im Jahr 1987 aufgetreten ist. Mit einer Scheinbaren Helligkeit von 2,8 mag war sie problemlos mit bloßem Auge sichtbar.
Helle Sterne wurden vermutlich schon in der Jungsteinzeit zur visuellen Orientierung genutzt, zu Sterngruppen zusammengefasst und als Figuren gesehen, was jedoch in Ermangelung von Quellen vor Erfindung der Schrift schwer festgestellt werden kann. Sicher ist, dass die Sichtbarkeit von Sternbildern erste Kalender inspirierte: in Naturreligionen sieht man den Bezug der Sternbilder zu Vorgängen in der Natur (Regenzeiten, Brut-/ Balzverhalten von Tieren) noch deutlich. In den Kulturen Eurasiens wurden allerdings die Gestirne in neue Religionen eingefügt und umgedeutet. Durch die Bildung neuer, multikultureller Großreiche gingen viele der ursprünglichen religiösen Bedeutungen verloren und seit der Antike werden die Sternmuster mythischen Gestalten, Tieren oder Gegenständen zugeordnet. Ein bekanntes Beispiel ist der Große Bär (Ursa maior), dessen hellste sieben Sterne auch als Großer Wagen bezeichnet werden, weil sich hier die babylonische und makedonische Kultur zum damals neuen „Griechischen“ vermischte.
Sternbilder lassen sich in fast allen Kulturen feststellen und bis in die frühen Hochkulturen zurückverfolgen. Dabei spielen menschenähnliche Figuren (etwa Orion), Drei- bis Sechsecke und längere Sternreihen (wie Andromeda, Fünfsternreihe, Wasserschlange) bzw. Sternzüge (Drache, Schlange, Eridanus) eine besondere Rolle. Die heutigen Sternbilder gehen zurück auf Kalendersternbilder des Vorderen Orients und Nordafrikas (vor allem Babylon und Ägypten, aber auch Syrien, Phrygien, Makedonien). Die im antiken Griechenland bekannten Sternbilder waren, abgesehen von einigen älteren schon den Babyloniern und Ägyptern geläufigen Sternbildern des Zodiaks, stark von der griechischen Mythologie geprägt. Im 2. Jahrhundert n. Chr. führte der Almagest des Claudius Ptolemäus 48 dieser Sternbilder auf, die zur Grundlage der heute noch verwendeten Zuordnungen und Benennungen wurden.
In der Zeit der großen Entdeckungsreisen zwischen 1600 und 1800 wurden zahlreiche neue Sternbilder für die bis dahin den Europäern nicht bekannten Konstellationen des Südhimmels eingeführt. Seit 1922 werden international standardisierte 88 Sternbilder verwendet, deren Grenzlinien nach Vorarbeit von Eugène Delporte 1928 von der IAU offiziell definiert wurden. Es sind zwar 88 Sternbild-Flächen definiert, aber 89 Sternbild-Namen, weil der zusammenfassende Name Argo (offizielle Abkürzung Arg) für die Summe der Schiffsteile Puppis, Carina und Vela aus historischen Gründen und in der Übergangsphase ebenfalls gebräuchlich war und ist.
Die Astrognosie ist das Fachgebiet der Astronomie, das sich mit Sternbildern und Sternzügen befasst. Die Namen der Sternbilder sind für die systematische Benennung von Sternen mit griechischen Buchstaben (Alpha, Beta, Gamma, …) und lateinischer Bezeichnung des Sternbilds von Bedeutung, z. B. Alpha Centauri.

## Bedeutung der Sternbilder
Sternbilder hatten die historische Bedeutung der Kalenderbestimmung. In der Inka-Tradition ebenso wie bei mehreren Aboriginal Australiens zeigt die Form der Sternbilder an, welche Tiere gerade brüten oder Junge säugen bzw. wann die Regen- bzw. Trockenzeit ist. In der chinesischen Kultur und ihren Derivaten in Korea und Japan werden die sehr kleinen Sternbilder zu Super-Sternbildern gruppiert, die ähnlich wie die Asterismen von Sommerdreieck und Wintersechseck den wechselnden Anblick des Himmels zu verschiedenen Jahreszeiten wiedergeben. Sternbilder und Asterismen tauchen auch in griechischen und lateinischen Lehrgedichten zum Jahreslauf und Ackerbau auf, wo sie zur Einteilung der Jahreszeiten benutzt werden.
Die Figuren der Sternbilder selbst stellen sich nur subjektiv für den Beobachter dar. Der Eindruck, dass die Sterne eines Sternbilds am Himmel nahe beieinander liegen, beruht auf dem Projektionseffekt.
Die zwölf Tierkreiszeichen, die auf die babylonischen Sternbilder der Ekliptik zurückgehen, stellen einen alten Mondkalender dar und dienten mithin vormals der Zeitrechnung. Sie bildeten später eine der Grundlagen der griechisch-römischen Astrologie. Da sich die Sternbilder durch die Präzession gegen die Tierkreiszeichen seither um etwa 30 Grad verschoben haben, stimmen sie jedoch nicht mehr überein, und die westliche Astrologie lehnt die auf tatsächliche Sternbilder bezogene Deutung (siderische Astrologie) im Allgemeinen ab (Zodiak).
In der Astronomie wurden Sternbilder in Sternkatalogen bereits ab der Antike zur Positionsangabe benutzt. Noch um 1800 teilen Sternkataloge die Himmelsobjekte in die Sternbilder ein, bald danach geht man aber zu einer reinen Positionsangabe mit Rektaszension und Deklination über. Aber die astronomische Nomenklatur der sichtbaren Sterne im Bayer/Flamsteed-Code von 1603 und 1712 abseits ihrer Trivialnamen beruht noch auf diesem System der Areale des Sternhimmels, wie beispielsweise Alpha Centauri nach dem Sternbild des Zentauren.
Trotz der heute relativ geringen Bedeutung haben Sternbilder bis heute nichts von ihrer Faszination auf den Betrachter eines dunklen Sternenhimmels verloren und spielen für die Popularisierung der Astronomie eine wichtige Rolle. Die Didaktik der Astronomie nutzt sie – in Verbindung mit den dazugehörenden Sternsagen –, um Jugendliche für die „Sternkunde“ zu begeistern und anhand der historischen Entwicklungen an die moderne Astronomie heranzuführen.

## Ursprung der Sternbilder

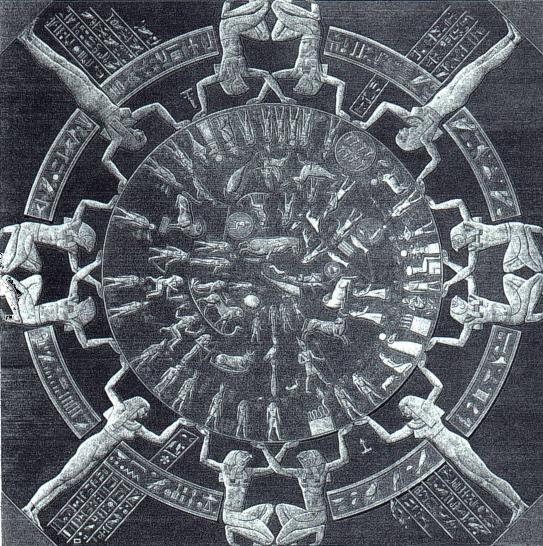
Schematische Darstellung des Tempelreliefs in Dendera, 1. Jahrhundert v. Chr.

Sternbilder gab es vermutlich bereits in prähistorischer Zeit. Von den meisten Kulturen, die noch in einem vor-eisenzeitlichen und schriftlosen Stadium anthropologisch untersucht werden konnten, sind jedenfalls Sternbilder bekannt, wie etwa Sternbilder der Nordamerikanischen Indianer, der Aborigines und der San im südlichen Afrika. Wie weit erste Sternbilder in die europäische Frühgeschichte zurückreichen, ist unbekannt, aber es ist möglich, dass bereits im Stiersaal der Höhle von Lascaux ein kompletter Tierkreis abgebildet wird.[Quelle?] Die Identifikation einer Gruppe von Punkten oberhalb des Auerochsen als die Plejaden scheint möglich, da sowohl die Position relativ zum Auerochsen (Stier) als auch die relativen Positionen der sechs Punkte zueinander derjenigen der Plejaden entspricht – allerdings ist die Überlieferung und der Zusammenhang der Sternbilder der Magdalenien-Kultur mit der babylonischen (aus der die griechische und damit auch die moderne Sicht stammen) unklar bis fragwürdig. Das erfordert jedoch die implizite Annahme, im Auerochsen ein Sternbild zu identifizieren. In altägyptischen Grabanlagen gibt es ebenfalls vereinzelt Sternbilddarstellungen, etwa im Grab von Sethos I. (KV17). Die im Tempel von Dendera im ersten vorchristlichen Jahrhundert dargestellten Bilder zeigen bereits überwiegend babylonische und griechische Sternbilder, nur in ägyptisiertem Zeichenstil.

### Sternbilder des Altertums

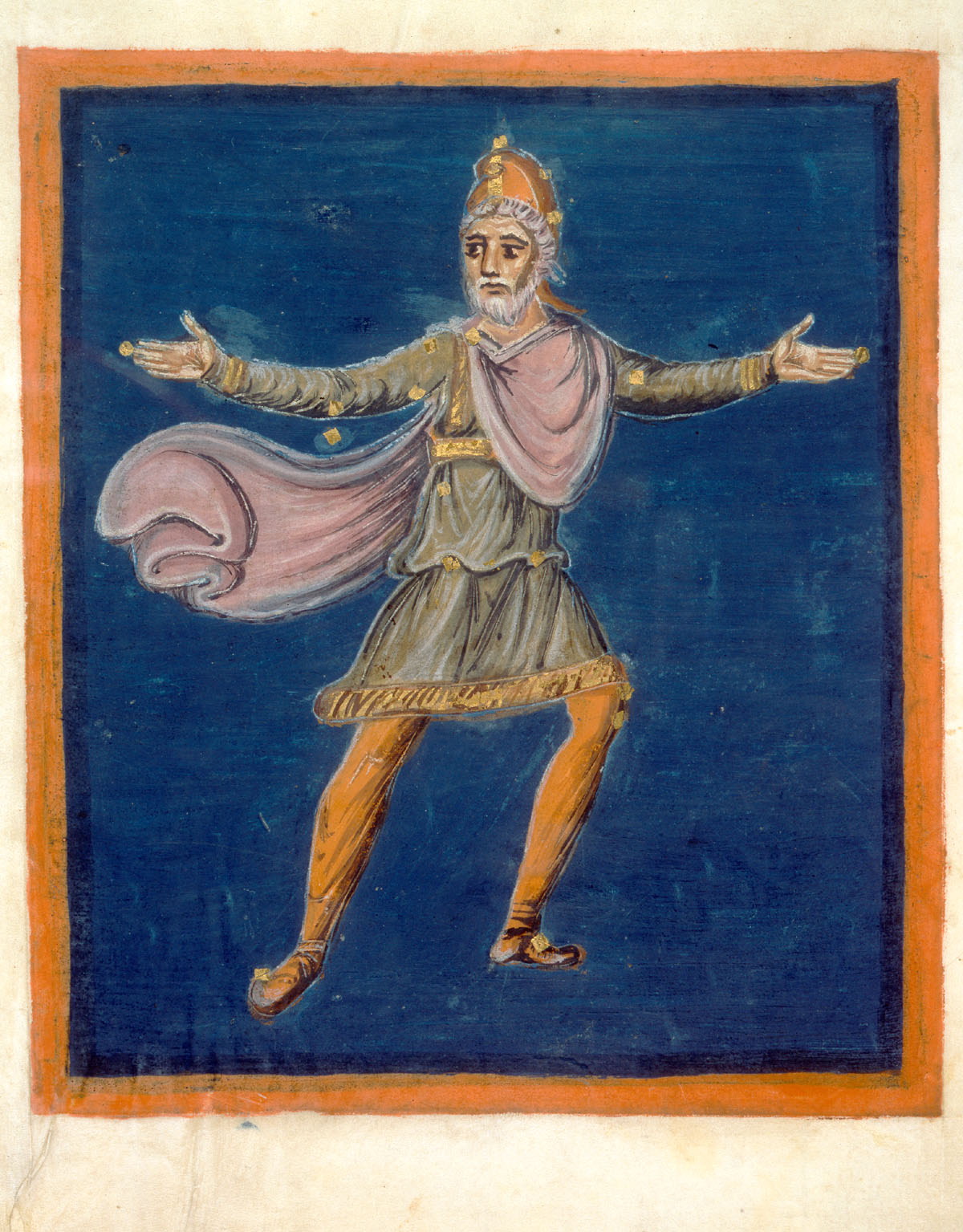
Darstellung des Kepheus in einer Aratusabschrift des 9. Jahrhunderts

Die ersten gesicherten der heutigen Sternbilder gehen auf die Altägypter und Babylonier zurück; der Tierkreis in seiner griechischen Form wurde im Rahmen der mathematischen Astronomie als Koordinatensystem aus Babylon übernommen (Tierkreiszeichen). Die ersten dieser Sternbilder des Tierkreises tauchen bereits im dritten Jahrtausend v. Chr. auf. Ein erster vollständiger Tierkreis entstand um 410 v. Chr. Beobachtet wurde das scheinbare Zusammentreffen (Konjunktion) von Planeten und Sternen einzelner Sternbilder, wie Aristoteles im 4. Jahrhundert v. Chr. in seiner Schrift Meteorologica berichtet.
Die heutigen Tierkreiszeichen stimmten vor etwa 2100 Jahren mit den entsprechenden Sternbildern ungefähr überein, haben sich aber im Zuge der Präzession gegen diese verschoben. Die Ekliptik verläuft teilweise auch durch das Sternbild des Schlangenträgers, das bereits in der Antike bekannt war, das aber dennoch nicht zu den Tierkreiszeichen zählt.
Mit seinen Katasterismen beschrieb Eratosthenes die ursächliche Entstehung von 44 Sternbildern, einige Jahrhunderte später beschrieb Ptolemäus 48 Sternbilder. Die Sternbilder sind hauptsächlich nach Gestalten, Personen sowie Objekten aus der griechischen Mythologie benannt, lassen sich aber teilweise auf Wetterregeln in der Ägäis oder babylonische Wurzeln zurückführen. Die mathematische Astronomie des antiken Griechenlands steht in einer literarischen Tradition, die hauptsächlich durch die Lehrgedichte Phainomena (Himmelserscheinungen) des Aratos von Soloi und dem Poeticon Astronomicon von Hyginus bis ins Mittelalter überliefert wurde. Der ptolemäische Sternkatalog des Almagest, in dem die zu den Bildern gehörigen Sterne aufgeführt sind, ist zunächst nur in der arabischen Welt bekannt und wird dann seit dem 12. Jahrhundert durch Übersetzungen aus dem Griechischen und Arabischen auch in der lateinischen Welt verbreitet. Auf arabische Gelehrte gehen viele der heute benutzten Sternnamen zurück, aber keine neuen Sternbilder. Diese übernahm die islamische Welt aus der Antike, ältere präislamische Sternbilder verschwinden und sind nur teilweise bildhaft überliefert, zum Beispiel stellt al-Sufi die Cassiopeia zusammen mit dem Beduinensternbild Kamel dar.
Das heutige Sternbild Haar der Berenike war in der Antike als Asterismus bekannt, galt aber nicht als eigenes Sternbild, sondern als Teil des Löwen. Der von Augustus an den Himmel gesetzte „Thron des Cäsar“ wurde nach der Antike nicht mehr benutzt. Das alte Sternbild Antinous dagegen, das der römische Kaiser Hadrian zu Ehren seines im Nil verunglückten Favoriten eingeführt hatte (der Legende nach opfert sich Antinous, um das Leben Hadrians zu verlängern – das Sternbild geht vermutlich auf ein babylonisches zurück), galt zunächst als Asterismus und Teil des Adlers und wurde erst in der Neuzeit als eigenes Sternbild geführt. Es wird heute allerdings nicht mehr benutzt. Da Antinous in den Klauen des Adlers dargestellt wurde, wurde das Sternbild auch gelegentlich als Ganymed gesehen, zu dessen Mythos eine solche Darstellung passt.

### Neuzeitliche Erweiterungen

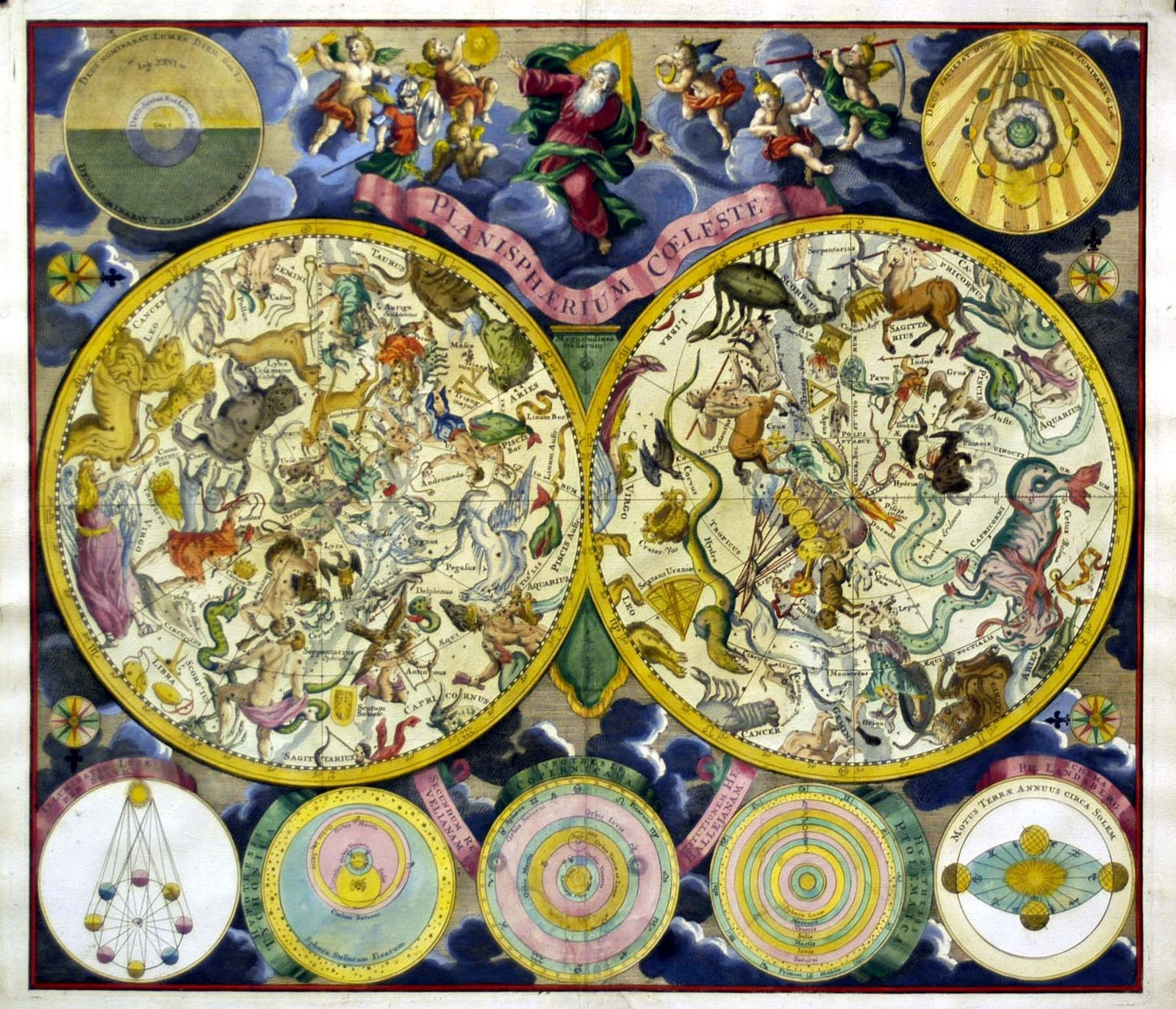
Planisphaerium Coeleste von Georg Christoph Eimmart, 1705, Kopie von 1730

Weitere Sternbilder wurden in der Neuzeit dann zunächst am Südhimmel eingeführt, der Europäern in der Antike unbekannt gewesen war. Johann Bayer übernahm in der Uranometria von 1603 einige Sternbilder von Petrus Plancius’ Himmelsgloben, der sie wiederum nach Beschreibungen der niederländischen Seenavigatoren Pieter Dirkszoon Keyser und Frederick de Houtman als erster auf seinen Himmelsgloben darstellte. Oft wird dennoch Bayer als derjenige, der diese Sternbilder einführte, genannt, vermutlich weil seine Uranometria eine ungleich größere Verbreitung hatte. Bayer übernimmt jedoch nur dreizehn von Plancius Sternbildern, das Kreuz lässt er aus. Die heute bekannten Sternbilder Giraffe und Einhorn wurden erst 1612 (ebenfalls von Plancius) veröffentlicht.
Diese drei Sternbilder tauchen, zusammen mit anderen von Plancius, die heute nicht mehr benutzt werden, zunächst bei Jacob Bartsch 1624 auf, einige davon übernimmt schließlich Johannes Hevelius in seinem 1687 erschienenen Atlas Firmamentum Sobiescianium, der noch weitere Bilder festlegt. In Unkenntnis von Plancius’ Werk werden Giraffe, Kreuz und Einhorn auch gelegentlich Hevelius, Bartsch oder dem ansonsten wenig bekannten Astronomen Augustin Royer zugeschrieben. Hevelius widmete seinen Sternatlas seinem König, Jan III. Sobieski, und platzierte dazu den Wappenschild dessen Hauses als Sternbild Schild an den Sommerhimmel. Das Frontispiz zeigt Hevelius mit dem neuen Sternbild, vor der Muse Urania im Kreis berühmter Astronomen. Nicolas Louis de Lacaille erweiterte um 1750 nach einer Beobachtungsreise zum Kap der Guten Hoffnung in Südafrika die Sternbilder des Südhimmels um meist thematische Sternbilder, die den technischen Fortschritt symbolisieren sollten, etwa der Chemische Ofen oder die Luftpumpe. Neben zwölf neuen Sternbildern geht auf ihn auch die Aufteilung des „Schiffes Argo“ in Segel des Schiffs (Vela), Achterdeck (Puppis) und Kiel (Carina) zurück. Das war nötig, weil die Niederländer zuvor das Sternbild Argo vergrößert hatten und somit der Katalog der Sterne in dieser Himmelsgegend zu lang geworden wäre, d. h. Zwischenüberschriften brauchte. In diesem Gebiet des Himmels führte Lacaille auch ein weiteres nautisches Sternbild ein, den Kompass (aus den Sternen des Masts des kleineren antiken Schiffs Argo).

### Nicht mehr benutzte Sternbilder

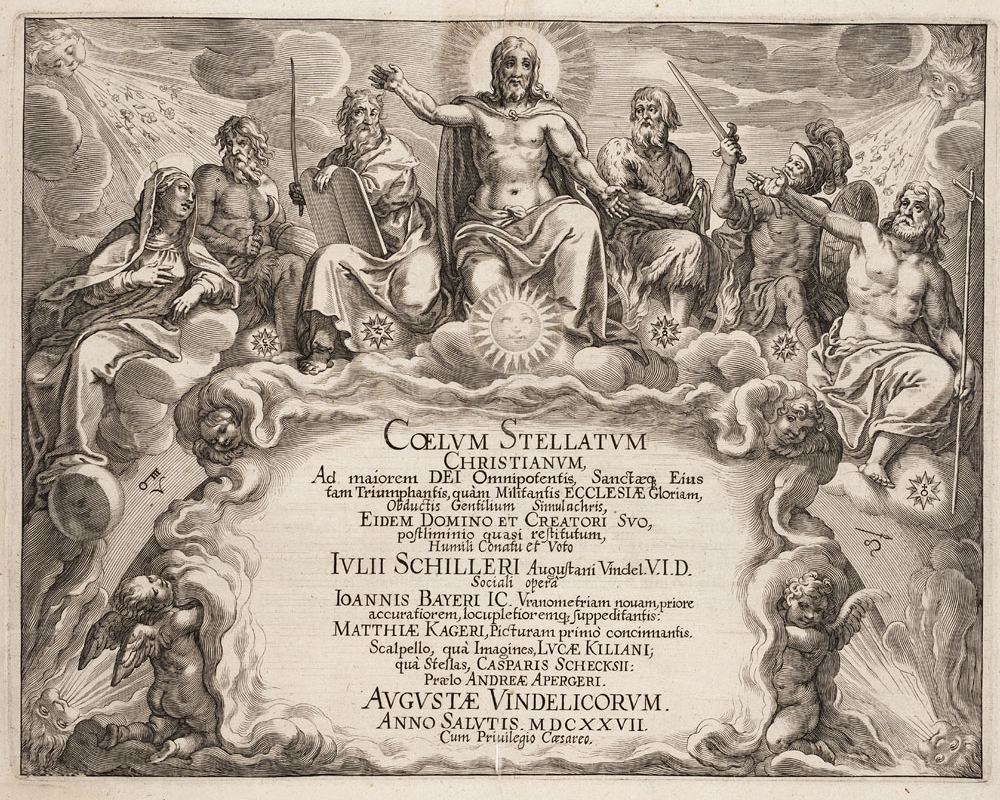
Titelbild des Coelum Stellatum Christianum

Julius Schiller versuchte 1627 durch Herausgabe eines christianisierten Sternatlas, des Coelum Stellatum Christianum, die heidnischen Sternbilder durch Figuren der Bibel und Heilige zu ersetzen, wobei er auf Bayers Katalogkoordinaten zurückgriff und diese, in Zusammenarbeit mit Bayer, verbesserte und erweiterte. Aus den Tierkreisbildern wurden zum Beispiel die Apostel. Der Versuch fand keinen großen Anklang, aber die Schiller’schen Konstellationen wurden immerhin von Andreas Cellarius in dessen künstlerischen Meisterwerk Harmonia Macrocosmica auf zwei Platten abgebildet, zusammen freilich mit den herkömmlichen Sternbildern auf weiteren Platten. Die einzig originär christlichen Sternbilder, das Kreuz und das Einhorn, hatte Bayer, auf den Schiller sich bezog, bei der Adaption von Plancius weggelassen. Einen weniger radikalen Versuch der Christianisierung unternahm Jakob Bartsch, der 1624 in seinem Buch Usus Astronomicus biblische Bezüge der bestehenden Sternbilder herstellt.
Dem Beispiel Hevelius’ mit dem Schild folgten in den nächsten 150 Jahren zahlreiche Hofastronomen und setzten Insignien ihrer jeweiligen Herrschaft an den Himmel. Zu den bekannteren und zumindest zeitweise in Himmelsatlanten erschienenen Sternbildern zählen das Brandenburgische Szepter oder der Königliche Stier von Poniatowski, andere sind dagegen, außer in den originalen Widmungsdokumenten, nie in einer Sternkarte erschienen und dienten hauptsächlich der Karriereförderung des jeweiligen Hofastronomen. Das Sternbild Schild selbst ist das einzige dieser politischen Bilder das heute noch anerkannt wird.
1754 schlug John Hill, vermutlich in satirischer Absicht angesichts der zahlreichen zeitgenössischen Erweiterungen, 13 weitere Sternbilder vor, die nach dem Zeitempfinden niederen Kreaturen gewidmet waren, zum Beispiel die Kröte, den Erdwurm, oder die Spinne. Der Scherz blieb in der Fachwelt allerdings unbeachtet. 1789, nach der Entdeckung des Uranus setzte Maximilian Hell dem Entdecker ein Denkmal, indem er gleich zwei neue Sternbilder, das große und kleine Teleskop Herschels einführte, wovon allerdings nur das große, zwischen Zwillingen und Auriga, länger auf den Sternkarten zu finden war. Sternbilder wurden mitunter auch ohne politische, wissenschaftliche oder überhaupt besondere Motivation eingeführt. So begründete Jérôme de Lalande das 1799 von ihm eingeführte Sternbild Felis mit „ich liebe diese Tiere sehr […] Der Sternenhimmel hat mir genug Arbeit beschert, jetzt kann ich auch einen Scherz damit haben.“ Er hatte aber wohl als Hintergedanken, damit Voltaire zu widerlegen, der keine Katzen mochte und zu Lebzeiten gelästert hatte, dass die Katze keines der vielen Tiersternbilder sei.
Da seit der Erfindung des Teleskops immer mehr Sterne und Nebel gefunden und katalogisiert wurden, brauchte man diese neuen Sternbilder, um die Übersicht zu bewahren, besonders auch, da die antiken Sternbilder Teile des Himmels, die dem bloßen Auge unspektakulär (aber nicht sternlos) erscheinen, schlicht auslassen. Die Anzahl der bekannten Objekte nahm aber so sehr zu, dass sich allzu viele dieser Erweiterungen als unpraktisch erwiesen, und so verschwanden die späteren wieder. Ein erster Schritt zur Vereinheitlichung und allgemeinen Anerkennung der Sternbilder wurde auf dem ersten europäischen Astronomenkongress 1798 unternommen, bei dem zahlreiche der in den Jahren zuvor vorgeschlagenen Sternbilder verworfen, andere neu vorgeschlagen wurden. In einem Sternatlas von 1801 von Johann Elert Bode, der an dem Kongress teilgenommen hatte, sind immerhin noch insgesamt 99 Sternbilder eingetragen, wie etwa der „Heißluftballon“, die „Buchdruckerwerkstatt“, die „nördliche Fliege“ oder auch die „Katze“.
Selbst nach der Festlegung der Sternbilder im Jahre 1928 gab es gelegentlich Vorschläge zur Umbenennung von Sternen und Sternbildern. Bekannt wurde das 1944 in Großbritannien erschienene Buch „A better sky“ von Alan Patrick Herbert, in dem dieser die Neubenennung der Konstellationen und von fast 300 Sternen zu zeitgemäßeren Namen vorschlägt, da diese den Menschen eingängiger seien. Aus Orion sollte zum Beispiel „The Sailor“ werden und dessen Sterne nach Seefahrern wie James Cook umbenannt werden. Fünf Sterne in dem zu „The Tyrants“ umbenannten Draco sollten die Namen von Attila, Hitler, Mussolini, Robespierre und Kublai Khan tragen. Angeblich germanische Sternbilder publizierte Otto Sigfrid Reuter im Jahre 1934.

## Heutige Sternbilder
1922 wurde von Henry Norris Russell eine Liste von dreibuchstabigen Abkürzungen für 89 Sternbilder vorgeschlagen, wobei sowohl das „Schiff Argo“ als auch seine Teile aufgeführt waren. Die Gründe Russells für seine Auswahl sind nicht überliefert, aber er beschränkte sich wohl auf die Bilder, von denen Sternnamen im Harvard Revised Catalogue, einem damaligen Standardwerk, aufgeführt waren. Auf der ersten Generalversammlung der Internationalen Astronomischen Union (IAU) in Rom schlug Russell die Liste anderen Astronomen vor, die sie positiv aufnahmen, und sie wurde zunehmend gebräuchlich. Unabhängig davon vorgeschlagene zwei- und vierbuchstabige Abkürzungen setzten sich dagegen nicht durch. Die Sternbilder werden auch heute noch durch die drei von Russell vorgeschlagenen Buchstaben abgekürzt, z. B. bei der Bezeichnung von Sternen: Der Hauptstern im Schwan (Cygnus), α Cygni ist abgekürzt α Cyg.

### Festlegung der Grenzen
Auf der ersten Generalversammlung 1922 wurde die Anzahl der Sternbilder zugleich auf 88 festgelegt. Auf der zweiten im Jahr 1925 in Cambridge wurde der belgische Astronom Eugène Delporte damit beauftragt, die exakten Grenzen dieser Sternbilder festzulegen, um jede Himmelskoordinate eindeutig einem Sternbild zuordnen zu können. Delporte definierte die Grenzen nach den Koordinatenkreisen der Epoche vom 1. Januar 1875. Benachbarte Punkte der dabei entstehenden Linienzüge hatten also entweder gleiche Deklination oder gleiche Rektaszension. Dazu konnte er an die Vorarbeit von Benjamin Gould anknüpfen, der nach seiner Durchmusterung des Südhimmels in seinem Werk Uranometria Argentina die Sternbilder rund um den Himmelssüdpol schon nach den Koordinaten von 1875 abgesteckt hatte. Auf der dritten Generalversammlung 1928 in Leiden wurden die genauen Grenzen von der IAU genehmigt und endgültig festgelegt. Die Arbeit von Delporte ging 1930 in Druck (siehe Literatur). Damit sich die Zuordnung von Objekten zu den Sternbildern nicht aufgrund der Präzession ändert, müssen die Koordinaten der Grenzen für jede Epoche berechnet werden und verlaufen auch nicht mehr exakt auf Koordinatenkreisen. Dadurch müssen zwischen den Ecken liegende Grenzpunkte heute interpoliert werden.

### Änderungen
Das riesige Sternbild Schiff Argo, benannt nach dem Schiff der Argonautensage, wurde durch die verbindliche Grenzziehung endgültig in Vela (das Segel), Puppis (das Achterdeck) und Carina (den Kiel) aufgeteilt und von der Sternbildliste gestrichen. Diese drei Sternbilder haben daher nur einen einzigen Satz Bayer’scher Sternbezeichnungen: Es gibt zum Beispiel zwar α Car, nämlich Kanopus, aber kein α Pup oder α Vel. In ähnlicher Weise springen die griechischen Buchstaben auch zwischen den beiden nicht zusammenhängenden Teilen von Serpens (Serpentis caput und Serpentis cauda) hin und her. Die Sterne γ Aur und δ Peg existieren überhaupt nicht bzw. heißen jetzt β Tau und α And. Früher trugen sie beide Bezeichnungen nebeneinander, was jedoch heute im Sinne der Eindeutigkeit nicht mehr statthaft ist.

### Geometrische Eigenschaften
Eine einfache geometrische Figur der Sternbildgrenzen wie ein (sphärisches) Viereck kommt fast nur im Süden vor, und hier neunmal, während ein zehntes auf dem Äquator liegt (Sternbild Sextans). Die meisten der abgrenzenden Polygonzüge haben eine deutlich höhere Zahl an Ecken und an Seiten. Das Extrem stellt ein für die Abgrenzung des Sternbilds Draco (Drache) festgelegtes Vieleck dar mit nicht weniger als 50 Ecken beziehungsweise Seiten. Die größte Fläche eines sphärischen Polygons hat das Sternbild Hydra mit 1302,84 Quadratgrad, gefolgt von Virgo, Ursa Maior, Cetus und Hercules (alle über 1200 Quadratgrad). Das größte südliche Sternbild ist Centaurus, gefolgt von Sagittarius und Puppis. Bezogen auf die Gesamtheit aller 88 Sternbilder liegt Phönix (469,32 Quadratgrad) am nächsten an der durchschnittlichen Fläche von 468,8 Quadratgrad (der volle Raumwinkel der Himmelskugel umfasst knapp 41.253 Quadratgrad). Am kleinsten ist Crux (68,45 Quadratgrad) und danach Equuleus (71,64 Quadratgrad). Die Größenextreme von Crux und Hydra spiegeln sich auch wider in der je extremalen Anzahl von Nachbarn. Crux hat nur 2, Hydra hingegen 12 echte und einen unechten Nachbarn, der allein in einem Punkt berührt wird. Solche unechten Berührungspunkte gibt es insgesamt nur 4, davon einen am Nordhimmel (nahe α Lyncis).
Früher wurden die Sternbilder nach ihrem Bezug zur Ekliptik eingeteilt, es gab also die Ekliptiksternbilder und die Sternbilder nördlich der Ekliptik sowie die südlichen Sternbilder. Diese Einteilung findet man noch bis in die Mitte des 20. Jahrhunderts. Sie war zunächst durch die Tradition bestimmt, später durch die Notwendigkeit, den Bereich längs der Ekliptik zur Asteroidensuche gesondert und gründlich zu katalogisieren. Mittlerweile ist diese Gliederung nicht mehr in Gebrauch und als Nordsternbilder werden heute diejenigen nördlich des Himmelsäquators bezeichnet.

## Asterismen und Sternbilder anderer Kulturen

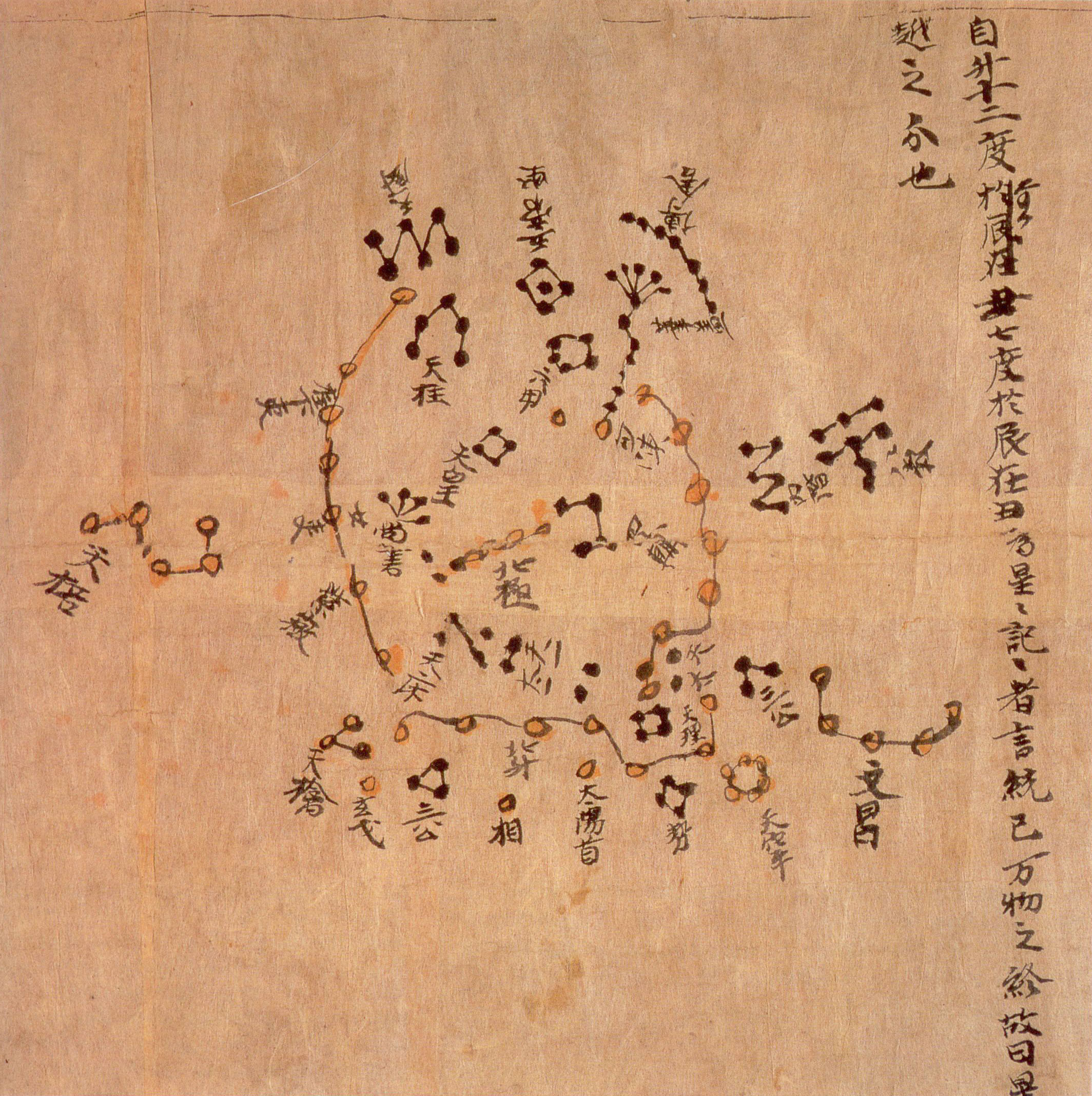
Altchinesische Sternkarte

Alle Kulturen kennen Asterismen. Der bekannteste Asterismus der westlichen Welt ist der große Wagen, dessen Sterne einen Teil des Großen Bären ausmachen. In einigen westlichen Kulturen wird die gleiche Konstellation anders benannt, zum Beispiel Big Dipper („großer Löffel“) in den USA. Bekannte Asterismen sind auch das Sommerdreieck und das Wintersechseck. Der weltweit und seit Jahrtausenden bekannteste ist der Sternhaufen der Pleiaden, dessen Verständnis als eigenständige Gruppe sich fast in jeder Kultur nachweisen lässt. Asterismen können im Laufe der Zeit zu Sternbildern werden, wie etwa beim Haar der Berenike geschehen.
Die alten Ägypter teilten den Himmel weniger nach Sternbildern ein, es sind nur wenige bekannt, und diese stimmen nicht mit den modernen westlichen überein. In China folgte man einer anderen Tradition, die chinesischen Sternenkonstellationen sind kleiner als die westlichen, alleine die Ekliptik wird von der chinesischen Tradition in 28 宿,  Xiù – „Wohnsitze“ aufgeteilt, entsprechend der Strecke, die der Mond pro Tag zurücklegt. Ähnliche 28-segmentige Aufteilungen gibt es auch in Indien und im islamischen Raum, sie werden aber nicht mit figürlicher Darstellung wie die Sternbilder verbunden. Die Darstellung in chinesischen Sternkarten ist auch für die anderen dort bekannten Sternbilder nicht figürlich, sondern wie in den moderneren westlichen Sternkarten durch mit Linien verbundene Sterne. Neben astronomischen Sternkarten sind auch zur Seenavigation benutzte Sternkarten in dieser Tradition erhalten.
Bei den Azteken spielte das Sternbild des Feuerbohrers eine große Rolle in einer alle 52 Jahre stattfindenden Erneuerungszeremonie. Welche Sterne dieses bildeten, ist heute umstritten. Nur wenige der aztekischen Sternbilder sind bekannt, und nur ein paar davon können am Himmel lokalisiert werden.
Die prä-islamischen Beduinensternbilder Arabiens sind ebenfalls nur in Ausnahmefällen bekannt und am Himmel lokalisiert.

### Schriftlose Kulturen
Die australischen Aborigines und die San (Buschleute) im südlichen Afrika kennen außer den durch Sterne gebildeten Bildern noch weitere. Die dunklen Staubwolken vor dem Band der Milchstraße werden von den Aborigines als Emu, von den San als Strauß erkannt, mit dem Kohlensack als Kopf und den Staubbändern vor der Milchstraße im Schützen als Körper. Dies sind die größten „Stern“-Bilder am Himmel. Daneben kennen zumindest die Aborigines noch weitere Dunkelsternbilder.
Die pazifischen Völker haben nur wenige Sterne und Sternbilder benannt. Neben den Plejaden, deren Sichtbarkeit am östlichen Abendhimmel den Jahresanfang markiert, sind vor allem Dinge der alltäglichen Umwelt und Meeresbewohner als Sternbilder verewigt. Während einige Sternbilder deckungsgleich mit den westlichen sind, unterscheiden sich die Grenzen der meisten.
Die Bewohner der Insel Manus nördlich von Papua-Neuguinea kennen auch heute noch unter anderem die folgenden Bilder: Die Gürtelsterne des Orion gelten als Kanuinsassen, die Südliche Krone als Netz, der Fluss Eridanus als Fischnetz. Ein riesiges Sternbild ist der Vogel mit den Sternen Sirius, Canopus und Prokyon. Zu den Meerestieren zählen die Krabbe (Nördliche Krone), und als Fische der Hai (Teile des Schützen und des Skorpions), der Stachelrochen (der Teil des Skorpions mit den Scheren) und weitere Fischarten, die zum Beispiel im Delphin oder in einigen Sternen des Zirkels gesehen werden. Mit den Sternbildern sind keine Sagen verbunden, sondern höchstens kurze Geschichten, die sich in wenige Worte fassen lassen. Besonders die Fischsternbilder spielen hierbei eine interessante Rolle. In der Hauptfangsaison steht keines davon am Himmel, sondern nur wenn sich das Fischen nicht lohnt. Die Sternbilder am Himmel symbolisieren so die Abwesenheit der Fische im Meer. Auch der Beginn des Monsuns wird in Verbindung mit dem dann gerade aufgehenden Sternbild Vogel gebracht. Anders als andere Kulturen benutzten die Manus die Sternbilder nicht zur Navigation, weil man nach ihrer Aussage „jeden Stern nehmen kann, denn sie bewegen sich alle gleich“.

## Trivia
Die NASA bildet seit etwa 2008 „Sternbilder“ aus Gammastrahlenquellen. Dadurch sind sie mit bloßem Auge nicht sichtbar. Zu diesen Konstellationen gehören u. a. Godzilla, Hulk, Schrödingers Katze, das Raumschiff Enterprise, die TARDIS und Der kleine Prinz.